# Silvia Schinzel
Silvia Schinzel (verheiratete Czerny; * 2. Juni 1958 in Wien) ist eine ehemalige österreichische Sprinterin.

## Leben
Bei den Junioreneuropameisterschaften 1975 in Athen gewann sie Bronze über 200 Meter.
1976 erreichte sie bei den Olympischen Spielen in Montreal über 200 Meter das Viertelfinale.
Bei den Europameisterschaften 1978 in Prag schied sie über 200 und 400 Meter im Vorlauf aus. 1979 kam sie bei den Halleneuropameisterschaften in Wien über 60 Meter nicht über die erste Runde hinaus.
1978 wurde sie Österreichische Meisterin über 400 Meter.

## Persönliche Bestzeiten
- 60 m (Halle): 7,64 s, 25. Februar 1979, Wien
- 100 m: 11,63 s, 5. September 1987, Purgstall
- 200 m: 23,2 s, 16. Mai 1976, Bukarest (ehemaliger nationaler Rekord)
- 400 m: 53,00 s, 20. August 1978, Graz